# Burt Gillett
Burt Gillett, all'anagrafe Burton F. Gillett (Elmira, 15 ottobre 1891 – Los Angeles, 28 dicembre 1971), è stato un regista, animatore e sceneggiatore statunitense.

## Filmografia

### Regista
- Topolino tra le foche (Wild Waves) (1929)
- Il leone e i cannibali (Cannibal Capers) (1930)
- Topolino pompiere (1930)
- Oceano in festa (Frolicking Fish) (1930)
- Si balla al Polo Nord (Arctic Antics) (1930)
- Topolino ballerino (The Shindig) (1930)
- Fuga di Topolino (1930)
- Topolino e il gorilla (The Gorilla Mystery) (1930)
- Monkey Melodies (1930)
- Il picnic di Topolino (1930)
- Inverno (film) (1930)
- Topolino e i pellerossi (1930)
- Playful Pan (1930)
- Il compleanno di Topolino (1931)
- Squadriglia eroica (1931)
- Traffic Troubles (1931)
- Mother Goose Melodies (1931)
- The Moose Hunt (1931)
- Il sabato inglese di Topolino (1931)
- The Busy Beavers (1931)
- Mickey Steps Out (1931)
- Blue Rhythm (1931)
- Fishin' Around (1931)
- The Barnyard Broadcast (1931)
- The Beach Party (1931)
- Mickey Cuts Up (1931)
- Mickey's Orphans (1931)
- The Duck Hunt (1932)
- The Mad Dog (1932)
- Flowers and Trees (1932)
- Solo cani (Just Dogs) (1932)
- Mickey's Nightmare (1932)
- Bugs in Love (1932)
- King Neptune (1932)
- The Wayward Canary (1932)
- Babes in the Woods (1932)
- Mickey's Good Deed (1932)
- Mickey's Pal Pluto (1933)
- Ye Olden Days (1933)
- I tre porcellini (Three Little Pigs) (1933)
- Serata di gala a Hollywood (Mickey's Gala Premier) (1933)
- The Steeple Chase (1933)
- Topolino nel paese dei giganti (Giantland) (1933)
- Topolino e i pirati (1934)
- Pluto si diverte (Playful Pluto) (1934)
- Cappuccetto Rosso (The Big Bad Wolf) (1934)
- Gulliver Mickey (1934)
- Orphan's Benefit (1934)
- Mickey Plays Papa (1934)
- Lonesome Ghosts (1937)
- Moth and the Flame (1938)
- Pastry Town Wedding (1934)
- The Parrotville Fire Department (1934)
- The Sunshine Makers (1935)
- Parrotville Old Folks (1935)
- Japanese Lanterns (1935)
- Spinning Mice (1935)
- A Picnic Panic (1935)
- The Merry Kittens (1935)
- Parrotville Post-Office (1935)
- Rag Dog (1935)
- The Hunting Season (1935)
- Scotty Finds a Home (1935)
- Bird Scouts (1935)
- Molly Moo-Cow and the Butterflies (1935)
- Molly Moo-Cow and the Indians (1935)
- Molly Moo-Cow and Rip Van Winkle (1935)
- Toonerville Trolley (1936)
- Felix the Cat in "The Goose That Laid the Golden Egg (1936)
- Molly Moo-Cow and Robinson Crusoe (1936)
- Neptune Nonsense (1936)
- Bold King Cole (1936)
- Trolley Ahoy (1936)
- Toonerville Picnic (1936)
- The Winning Ticket (1938)
- The Birth of a Toothpick (1939)
- The Stubborn Mule (1939)
- Silly Superstition (1939)
- A Haunting We Will Go (1939)
- The Sleeping Princess (1939)
- Andy Panda Goes Fishing (1940)
- Adventures of Tom Thumb Jr. (1940)
- Casey vince ancora (1954) - cortometraggio (1954)